# Rudolf Meringer
Rudolf Meringer (né le 9 mars 1859 à Vienne et mort le 11 février 1931 à Graz) est un linguiste autrichien, spécialisé en étymologie. Il fonde la revue Wörter und Sachen (« les mots et les choses ») en 1909.

## Biographie
Né à Vienne, il est diplômé de l'université de Vienne, où il enseigne. En 1899, il devient professeur de linguistique indo-européenne à l'université de Graz. Avec Hans Sperber et Hermann Günther, il fonde une école de philologie, nommée morphologie culturelle, selon laquelle le contexte culturel est nécessaire à la compréhension de l'étymologie. Ses recherches sur l'erreur sont approuvées par ses collègues, qui le soutiennent. Sigmund Freud, son élève, utilise des exemples tirés de Versprechen und Verlesen dans son ouvrage La psychopathologie du quotidien. Cependant, ces citations ne rencontrent pas l'approbation de Rudolf Meringer. Il meurt près de Graz. 

## Travaux universitaires
Ses travaux de dialectologie, onomiasologiques (qui partent de l'idée pour ensuite s'intéresser au signe linguistique), étudient l'historicité des métiers, en prenant en compte le référent, dans son étude des relations mots/choses, et des rapports langue/culture. 
Dans deux ouvrages, Versprechen und Verlesen (« mauvaise prononciation et lecture »), datant de 1895, ainsi que Aus dem Leben der Sprache (« De la vie du langage »), datant de 1908, Rudolf Meringer étudie des erreurs de langage, analysant et interprétant leur origine. 
En 1897, il publie un livre de linguistique indo-européenne. Il est influencé par l'essai de 1880 (Principes du devenir du langage) d'Hermann Paul, qui observe les similitudes entre changement linguistique et erreur dans le langage. Selon Meringer, ces dernières ne peuvent être à l'origine des changements phonétiques. Dans Versprechen und Verlesen, écrit avec C. Mayer, il affirme que changement phonétique et erreur dans la langue ne sont pas interdépendants, mais partagent une même cause, plus lointaine, à partir de l'organe psychologique du langage. 
De ses œuvres sur l'erreur linguistique peuvent être tirés les faits suivants : les erreurs, loin d'être dues au hasard, s'expliquent par des lois. Le discours n'a pas pour unité fondamentale le phonème, mais le mot. Les mots peuvent être divisés en structure qui diffèrent par la force de leur représentation. Enfin, tous les locuteurs produisent des erreurs de la même manière. Ces conclusions sont acceptées par les psycholinguistes, d'après l'encyclopédie du langage et de la linguistique.